# Zementit
Zementit ist eine Verbindung von Eisen und Kohlenstoff der Zusammensetzung Fe3C (ein Eisencarbid mit Einlagerungsverbindungen) und tritt als metastabile Phase in Stahl und weißem Gusseisen auf. Er hat seinen Namen von „Zement“ (Zementstahl, früher „cämentierter Stahl“ = aufgekohlter Stahl) und wird in Reinform gelegentlich auch als Nichtoxidkeramik betrachtet. Zementit ist eine intermediäre Phase, eine Häggs-Phase (Koordinationsphase). Diese Phasen sind geometrisch bedingt, das Radienverhältnis bestimmt die Struktur.

## Vorkommen
In der Mineralogie ist Zementit unter dem Namen Cohenit als meteoritisches Nickel-Eisen-Mineral in Verbindung mit Cobalt ([Fe, Ni, Co]3C) bekannt.

## Gewinnung und Darstellung
Als Primärzementit (Fe3CI) wird Zementit bezeichnet, der durch eine Kristallisation aus der Schmelze hervorgegangen ist (Linie CD im Eisen-Kohlenstoff-Diagramm). Primärzementit bildet aus der Schmelze zunächst grobe Nadeln.
Sekundärzementit (Fe3CII) entsteht durch Ausscheidung aus dem Austenit (Linie ES). Sekundärzementit scheidet sich, aufgrund abnehmender Löslichkeit des Eisens für Kohlenstoff, als Korngrenzen- oder Schalenzementit um die Austenit- bzw. späteren Perlitkristalle ab. Metallografisch erscheint der Zementit im Perlit als Streifenzementit.
Tertiärzementit (Fe3CIII) entsteht durch Ausscheidung aus dem Ferrit (Linie PQ). Tertiärzementit lagert sich an den nächstliegenden vorhandenen Zementit an, aus reinem Ferrit scheidet er sich an den Korngrenzen aus. Daneben kann durch Weichglühen erreicht werden, dass der Zementit sich globular zusammenballt.
Besonders wichtig sind die eutektischen bzw. eutektoiden Phasengemische Ledeburit bei Gusseisen und Perlit bei Stahl.
Zementit entsteht auch durch thermisches Zersetzen von Berliner Blau (Eisenhexacyanidoferrat).

## Eigenschaften
Bei langen Glühzeiten oder extrem langsamer Abkühlung zerfällt der metastabile Zementit in Eisen und Graphit.
Die Kristallstruktur von Zementit ist relativ kompliziert. In einer orthorhombischen Elementarzelle befinden sich zwölf Eisen- und vier Kohlenstoffatome, wobei die Kohlenstoffatome relativ unregelmäßig (zweifach überkappt trigonal-prismatisch) von acht Eisenatomen umgeben sind.
Zementit ist sehr hart (HV=800) und verschleißfest, aber spröde und daher nur schlecht plastisch verformbar. Er hat eine geringere Dichte als Eisen und ist unterhalb seiner Curietemperatur von 215 °C ferromagnetisch.

Molvolumen als Funktion des Drucks für Zementit bei Zimmertemperatur.

Da Kohlenstoff eine der möglichen leichten Komponenten in den Eisenlegierungen ist, welche die Kerne von Planeten bilden, werden die Eigenschaften von Eisen-Kohlenstoff-Verbindungen auch unter extrem hohen Drücken und/oder Temperaturen experimentell untersucht. Die nebenstehende Grafik zeigt das Molvolumen als Funktion des Drucks bei Zimmertemperatur für Zementit als einer vereinfachten Modellsubstanz für Cohenit.

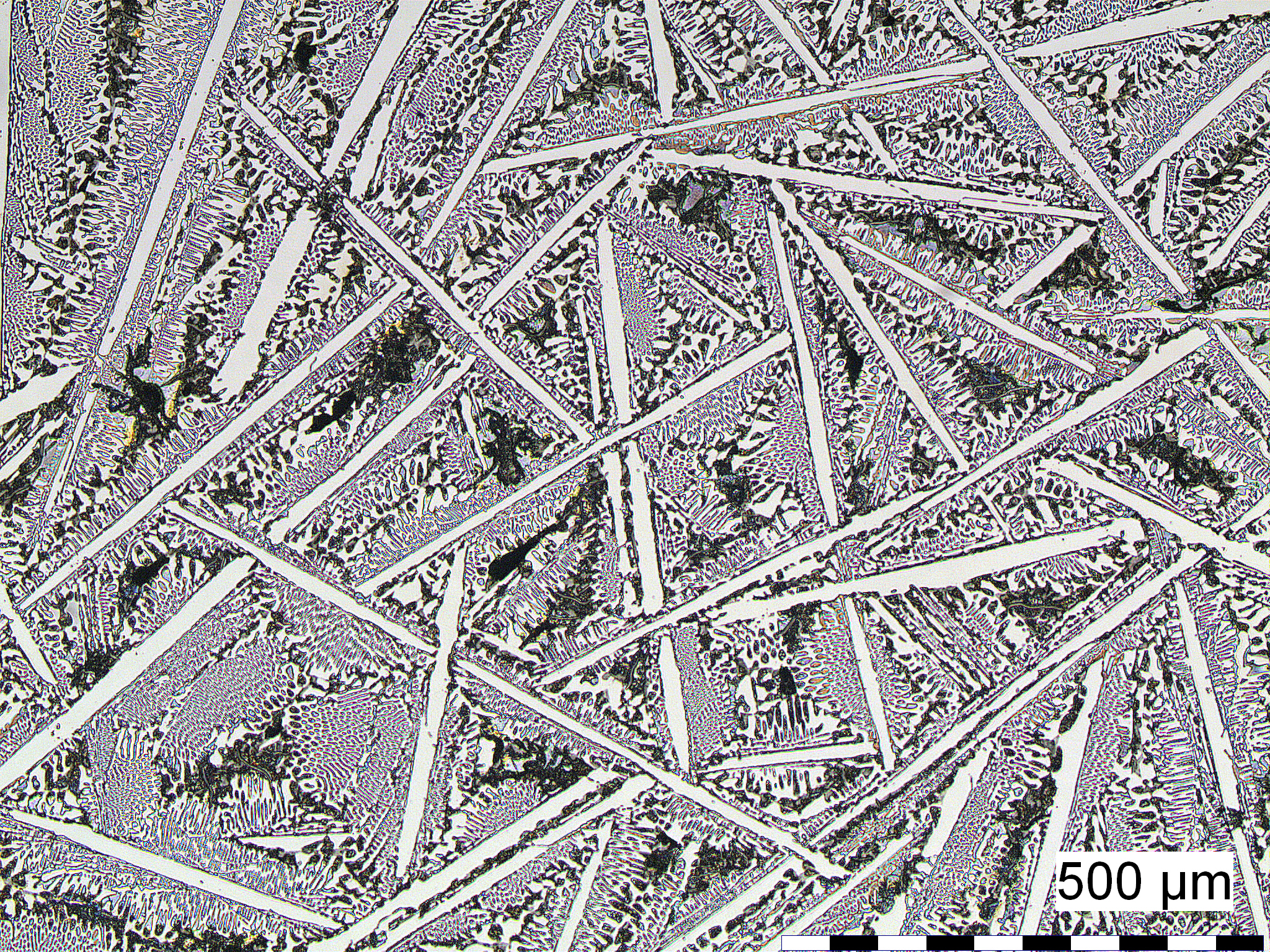
Primärzementitnadeln

Die Zerspanbarkeit ist sehr schlecht. Zementit lässt sich praktisch nicht zerspanen (Fräsen, Bohren etc.), denn wegen seiner großen Härte verursacht es einen hohen abrasiven Werkzeugverschleiß. Zementit kann in freier Form auftreten oder als Bestandteil von Perlit oder Bainit und die Zerspanbarkeit dieser Gefüge (negativ) beeinflussen. Siehe auch: Zerspanbarkeit von Stahl.

## Verwendung
Eisencarbid kann als Katalysator bei chemischen Reaktionen eingesetzt werden (z. B. bei der Spaltung von Wasser in Wasserstoff und Sauerstoff).